# Сантијаго де Компостела
Сантијаго де Компостела (шп. Santiago de Compostela) је главни град шпанске аутономне заједнице Галисија. Налази се на северозападу Шпаније, у покрајини Коруња. УНЕСКО је 1985. године прогласио Стари град Сантијага де Компостеле светском културном баштином. Године 2000. био је Светски град културе.
Сантијаго де Компостела је седиште галицијске аутономне владе (Шунта де Галисија; гал. Xunta de Galicia). Такође је и важна дестинација хришћанског ходочашћа, поред Јерусалима и Рима. Од вредних историјских споменика, Сантијаго има један од најстаријих универзитета у Европи и свету — Универзитет Сантијаго де Компостела — основан пре око 500 година, и катедралу посвећену апостолу Јакову Старијем.

## Становништво
Према процени, у граду је 2008. живело 94.339 становника.

| 1981.  | 1989.  | 1991.   | 2001.  | 2002.  |
| ------ | ------ | ------- | ------ | ------ |
| 93.695 | 87.807 | 105.851 | 90.188 | 90.188 |

Према последњем попису из 2006. године, Сантијаго де Компостела има 93.458 становника.

## Пут за Сантијаго
Сваке године, око 100.000 ходочасника који дођу пешке, на бициклу, магарцу или коњу из око 100 земаља, траже потврду која се зове компостела, који се додељује на основу ходочасничког пасоша испуњеног печатима градова кроз које су прошли на свом путу до Сантијага де Компостеле. Пасош је доказ да су прошлли путем који је Асоцијација ходочасника Св. Јакова признала као једини званични пут. Овај број је реално већи, јер има много ходочасника који не траже своју компостелу, јер се даје само онима који је траже из религиозних разлога.
Многи од данашњих северних европских путева ка Сантијагу следе исте римске путеве описане у Кодексу Каликстинус. Пета књига Кодекса помиње руте почев од Париза, Везне, Ле Пи и Арл, који сви воде ка Пиринејима у виду Француског пута (шп. Camino Francés). Шпански Француски пут је најпопуларнија ходочасничка рута за Сантијаго којим годишње пролази око 80.000 ходочасника. Друге популарне руте су Сребрна рута из Севиље (шп. Via de Plata), или португалска рута (шп. Camino Portugués).

## Партнерски градови
- Асизи
- Сао Пауло
- Кали
- Коимбра
- Santiago do Cacém Municipality
- Мешхед
- Буенос Ајрес
- Ком
- Сантијаго де Керетаро
- Сантијаго де лос Кабаљерос
- Las Piedras
- Пиза
- Сантијаго де Куба
- Овиједо
- Qufu
- Ле Пиј ан Веле
- Касерес